# Dodecaedru excavat
În geometrie dodecaedrul excavat este un poliedru stelat care arată ca un dodecaedru regulat cu piramide pentagonale concave în locul fețelor sale. Suprafața sa exterioară reprezintă stelarea Ef1g1 a icosaedrului din cartea The Fifty-Nine Icosahedra. Apare în cartea lui Magnus Wenninger Polyhedron Models ca modelul 28, a treia stelare a icosaedrului.

## Descriere
Toate cele 20 de vârfuri și 30 din cele 60 de laturi ale sale aparțin anvelopei sale, un dodecaedru regulat. Celelalte 30 de laturi interne sunt mai lungi și aparțin unui mare dodecaedru stelat. (Fiecare conține una dintre cele 30 de laturi ale nucleului, icosaedric regulat.) Fiecare față este o hexagramă cu muchii lungi și scurte alternând și unghiuri de 60°. Triunghiurile echilaterale care ating o latură scurtă fac parte din față.
| Nucleu    | Laturi lungi             | Fețe | Anvelopă   | Secțiune                     |
| --------- | ------------------------ | ---- | ---------- | ---------------------------- |
| Icosaedru | Marele dodecaedru stelat |      | Dodecaedru | O față hexagonală (albastru) |

### Fațetarea dodecaedrului
Având 20 de hexagoane autointersectate ca fețe, are aceeași formă externă ca o anumită fațetare a dodecaedrului. Fața hexagonală neconvexă poate fi împărțită în patru triunghiuri echilaterale, dintre care trei au aceeași dimensiune. Un dodecaedru excavat adevărat are cele trei triunghiuri echilaterale congruente ca fețe adevărate ale poliedrului, în timp ce triunghiul echilateral interior nu este considerat față. Fațetarea este un poliedru nobil.
Cele 20 de vârfuri ale anvelopei convexe se potrivesc cu aranjamentul vârfurilor dodecaedrului.

Diagrama de stelare

### Stelare
După Wenninger, este al 28-lea model al său, „a treia stelare”.

## Mărimi asociate

### Coordonate carteziene
Coordonatele carteziene ale vârfurilor dodecaedrului excavat cu lungimea laturii scurte 2, centrat în origine, sunt aceleași cu ale dodecaedrului regulat, adică toate permutările pare ale:
{\displaystyle \left(\,\pm \varphi ,\,\pm \varphi ,\,\pm \varphi \,\right)}
împreună cu toate permutările pare ale
{\displaystyle \left(\,\pm (1+\varphi ),\,\pm 1,\,0\,\right)}
unde {\displaystyle \varphi ={\frac {1+{\sqrt {5}}}{2}}} este secțiunea de aur.

### Raza sferei circumscrise
Raza sferei circumscrise pentru lungimea laturii scurte a este:
{\displaystyle r={\frac {\sqrt {3}}{2}}\varphi \,a\approx 1,401259\,a.}

### Volum
Următoarea formulă pentru volum V este stabilită pentru lungimea laturilor scurte a:
{\displaystyle V={\frac {5}{2}}\varphi \,a^{3}\approx 4,045085~a^{3}.}

## Forme înrudite
| Un dodecaedru pentakis (stânga) cu piramide inversate (dreapta) are aceeași suprafață ca și dodecaedrul excavat. | Marele dodecaedru (stânga) este un icosaedru regulat. Are și el 60 de triunghiuri vizibile. Dar spre deosebire de dodecaedrul excavat (dreapta) are fețe convexe, prin urmare fără laturi interioare. |
| Fețele dodecaedrului excavat (stânga) fac parte din fețele marelui icosaedru (dreapta). Extinderea laturilor scurte ale unui hexagon până când se întâlnesc dă triunghiul care îl conține. Înlocuirea fiecărui hexagon care se intersectează cu unul convex dă o figură care conține laturile compusului de cinci cuburi (mijloc). Dar acesta nu este cu adevărat un poliedru, deoarece fiecare dintre aceste laturi aparține unei singure fețe. | |

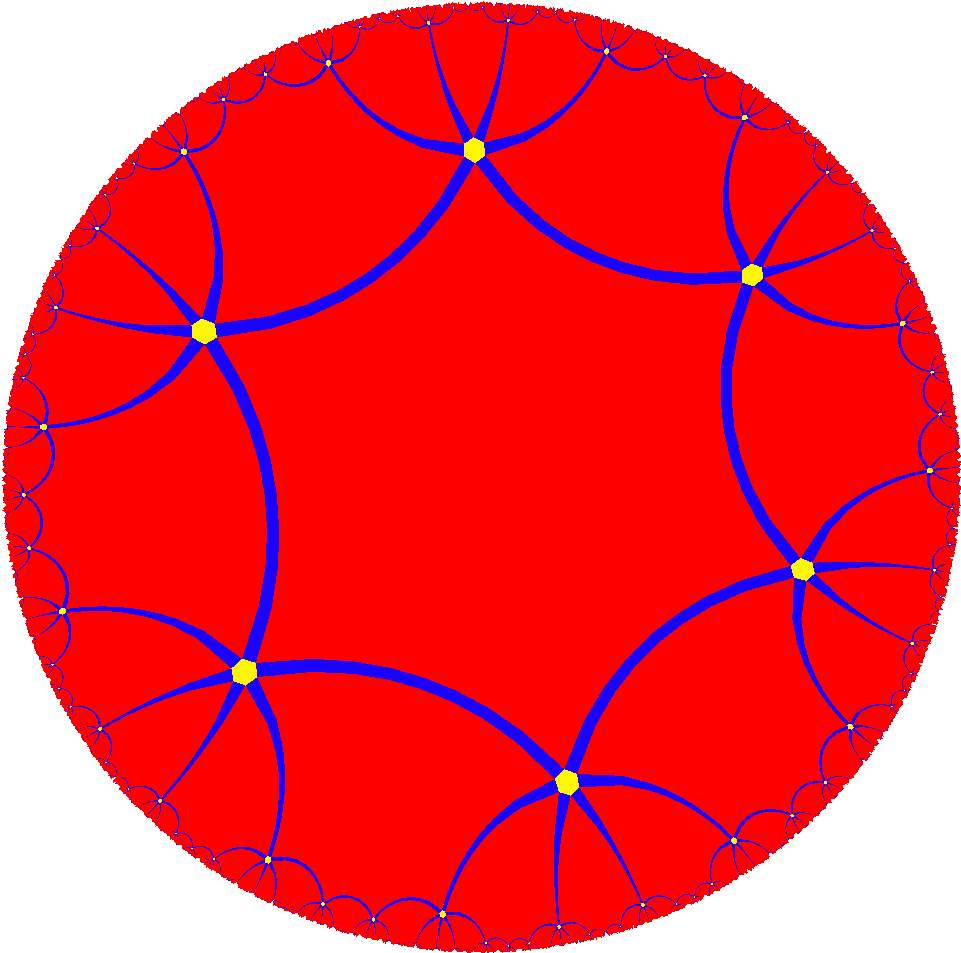
Pavare hexagonală hiperbolică de ordinul 6

### Pavare
Cu șase fețe cu șase laturi în jurul fiecărui vârf, este echivalent topologic cu un spațiul cât⁠(d) hiperbolic al pavării hexagonale de ordinul 6, {6,6} și este un tip abstract {6 ,6}6. Este unul dintre cele zece poliedre regulate abstracte de indice doi cu vârfuri pe o orbită.